# Zequinha de Abreu

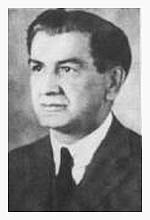
Zequinha de Abreu

José Gomes de Abreu, beter bekend als Zequinha de Abreu (Santa Rita do Passa Quatro, 19 september 1880 — 22 januari 1935), was een Braziliaans muzikant en componist. Hij is vooral bekend van het in 1917 geschreven choro-lied Tico Tico. Andere bekende composities zijn "Branca" en "Tardes de Lindóia."